# Llannor
Llannor è un villaggio con status di comunità (community) del Galles nord-occidentale, facente parte della contea di Gwynedd (contea tradizionale: Caernarvonshire) e situato nell penisola di Llŷn. Conta una popolazione di circa 2.100 abitanti.

## Geografia fisica
Llannor si trova nella centrale della penisola di Llŷn,a nord-ovest della località costiera di Pwllheli e ad est del corso del fiume Rhyd-hir e tra i villaggi di Boduan ed Aberech (rispettivamente ad est/sud-est del primo e a nord-ovest del secondo).

## Monumenti e luoghi d'interesse

### Architetture religiose
Tra i principali monumenti di Llannor, figura la Chiesa della Santa Croce: menzionata già nella metà del XIII secolo, ma probabilmente molto più antica, è stata ampliata nel corso del XIV e del XV secolo e restaurata nel 1855 da Henry Kennedy, architetto della diocesi di Bangor.

## Società

### Evoluzione demografica
Al censimento del 2011, la community di Llannor contava una popolazione pari a 2.145 abitanti, di cui 1.096 erano donne e 1.049 erano uomini.
Llannor ha quindi conosciuto un decremento demografico rispetto al 2001, quando contava una popolazione pari a 2.244 abitanti, di cui 1.173 erano donne e 1.071 erano uomini.